# Lacandons
Els lacandons són un grup indígena del tronc maia que habita en la selva Lacandona a la frontera entre Mèxic i Guatemala, més específicament en l'estat de Chiapas, Mèxic.
Entre les seves activitats principals es troba el filar fibres i amb elles fabricar tèxtils, adobar cuir i elaborar ceràmica, flautes, malles i piragües. Durant força temps van estar aïllats, van preservar la seva forma de vida ancestral fins a dates recents, pescant, caçant i conreant fruites i verdures. El seu nombre total d'integrants ha disminuït i només queden uns quants centenars.
Els lacandons es diuen a si mateixos hach winik, que significa "veritables homes". Es pensa que originalment el vocable lacandon es referia a un grup parlant de chortí el qual, en temps de la conquesta, habitava en una petita illa en el riu Lacantún, en l'extrem sud de la selva i que s'autodenominaven "els del Lacantún", que significa en chortí "gran penyal" o "pedra erecta" i en ser espanyolitzat es va convertir en lacandón o lacandones. Els hach winik són parlants d'un idioma estretament relacionat al yukatek.
Els lacandons es divideixen en dos grups denominats els del nord, que habiten principalment en les localitats de Nahá i Metzaboc, i els del sud, situats en la localitat de Lacan ha Chan Sayab.

## Context natural
El clima que predomina al territori lacandon és el càlid-humit (de 23 a 27 °C). Plou tot l'any, excepte els mesos de març i abril en els quals el ritme de precipitació pluvial disminueix en certa manera.
Existeixen nombrosos corrents fluvials destacant el riu Usumacinta que proveeix a la selva d'un ric sistema hidrogràfic mitjançant una vasta xarxa de rius i de rierols. També hi ha una considerable quantitat d'estanys i de llacunes que conformen petites depressions el nivell de les quals varia d'acord amb el volum de pluja registrat al llarg de l'any.
La vegetació es compon de bosc tropical al nord i de selva baixa al sud. Els principals tipus de fusta són el cedre, la caoba i unes altres coníferes a les parts més altes.
El territori ocupat pels lacandons té una extensió aproximada de 662.000 hectàrees, en un medi selvàtic que representa per a ells un vast cúmul de recursos naturals.

## Activitats econòmiques
El patró tradicional de subsistència es basa en l'ús múltiple de la terra en la qual aprofiten diverses zones ecològiques: la milpa, la selva, l'acahual (zona de transició entre la selva i el camp agrícola) i les zones aquàtiques i semiaquàtiques. L'ús combinat d'aquestes diverses àrees proporciona als lacandons la possibilitat d'aprofitar una extensa varietat de productes, animals, vegetals i minerals. L'explotació agrícola es fonamenta en el sistema de frega, tomba i crema.
Una altra de les activitats econòmiques que realitzen els lacandons és la ramaderia de tipus extensiu en els terrenys agrícoles que es troben en període de guaret. En aquests mateixos o en uns altres es practica la caça i la recol·lecció de llenya i de plantes que utilitzen per a la construcció de cases, instruments agrícoles i utensilis de cuina o bé per a l'alimentació.
Els assentaments lacandons invariablement són erigits en les rodalies de llacs, rius i rierols, que també representen una àrea de recursos de subsistència, com a font de recursos i com a suport important per al desenvolupament de l'agricultura, ja que les aigües estancades aporten nutrients al sòl. Així mateix, s'aprofita l'extensa varietat de fauna que freqüenta o habita en aquestes zones, com a aus, rèptils, peixos i mol·luscs.
La producció artesanal també representa una font d'ingrés econòmic, encara que la seva producció és mínima. Elaboren collarets de llavors, objectes de fang i fusta que generalment són representacions antropomorfes o de personatges de la seva tradició oral, així com arcs i fletxes artesanals.

## Antecedents històrics

### Lacandons originals
Els lacandons van ser un imperi que es va tornar a la invasió espanyola. En el moment de la seva primera trobada amb els espanyols (1530), els lacandons habitaven un territori reduït al sud de la selva lacandona, tenint com a centre la llacuna de Lacam-Tun, avui de Miramar, eren agricultors i caçadors. Els lacandons li van donar nom a la selva, vivien en la part meridional, van ser insubmisos i només van poder ser sotmesos fins a finals del segle xvii, gairebé alhora que els itzá del Petén.

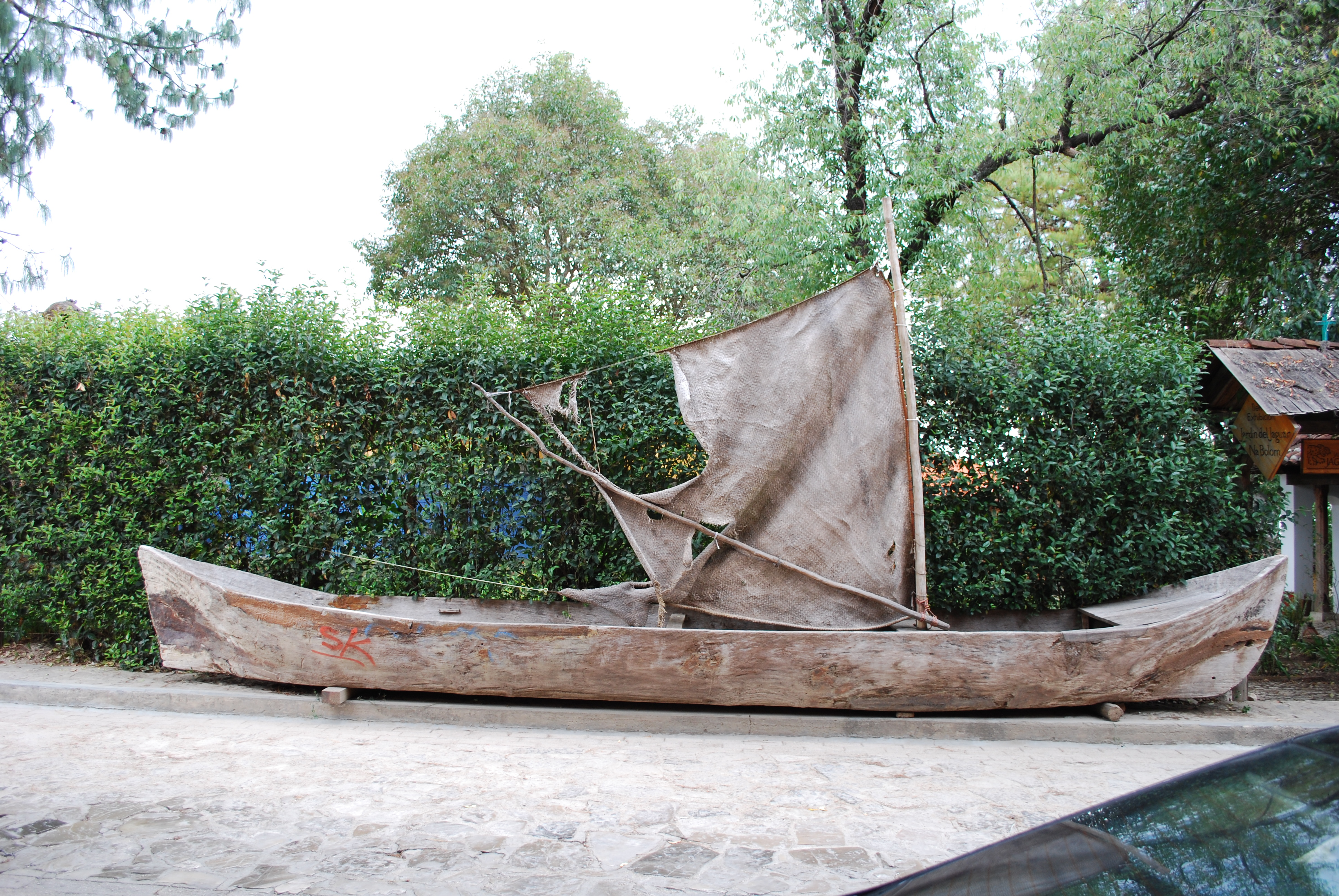
Canoa lacandon a Na Bolom

Van abandonar la ciutat lacustre de Lacam-Tun a la fi del segle xvi, quan aquesta va ser destruïda per una expedició militar provinent de la ciutat de San Cristóbal de las Casas. Es van retirar cap al sud-est i van erigir una nova capçalera a pocs quilòmetres de distància del riu Lacantún, anomenant-la Sac-Bahián. Per aquesta raó van poder perllongar la seva independència per més de segle i mig, fins que van ser sotmesos finalment en 1695, en ser envaït el seu últim reducte, Sac-Bahián, per tropes espanyoles vingudes simultàniament de Chiapas i Guatemala.
Com a colofó d'aquest procés, els espanyols van traslladar en un primer moment alguns lacandons cap al poblat de Dolores a Mèxic prop de la frontera amb Guatemala i finalment a Santa Catarina Retalhuleu, on en 1769 es va documentar la presència dels anomenats "últims supervivents", tres ancians: dos homes i una dona. És molt probable que alguns supervivents acabessin barrejant-se amb els nous habitants, i que uns altres es traslladessin a altres zones per allunyar-se dels invasors i preservar els seus costums i llengua del poble maia originari de la selva Lacandona.

### Els Lacandons moderns
Els lacandons des de finals del segle xvii són resultat d'una mescla de pobles que es consideren originaris de la península de Yucatán i d'El Petén guatemalenc; van emigrar durant diversos períodes cap a la selva chiapaneca fugint dels intents de congregar-los en pobles establerts per les autoritats colonials, després que els pobles originalment assentats a la regió havien estat traslladats i ressituats en "pobles de pau", parlants en la seva majoria de les llengües ch'ol, chortí i tzeltal.
Es pensa que aquests nous habitants de la selva eren membres de diverses tribus que fins al segle xix es distribuïen dins d'una àrea molt més extensa que abastava no només la selva chiapaneca sinó també el Petén, Belize i part de la península de Yucatán, i que es diferenciaven i identificaven a través d'un ampli sistema de llinatges.
Les referències sobre la presència dels actuals lacandons en la selva es remunten a les últimes dècades del segle xviii en documents que adonen de diversos intents de reducció i catequització dirigits als indígenes. El primer d'ells, entre 1788-1797, es refereix a la concentració dels lacandons en el poblat de San José de Gracia Real. L'intent va fracassar i aquests van retornar gradualment a la selva. Des d'aquesta època els nadius van establir relacions comercials amb els mestissos de Palenque.
D'altra banda, als lacandons del sud se'ls va intentar evangelitzar, sense cap resultat, a principis del segle xix. A aquest fracàs va seguir un segon intent en 1862 per part de religiosos caputxins; no obstant això, encara que els religiosos se'n van endur alguns nadius, les penalitats del camí, la desavinença de costums i el clima els van obligar a permetre el retir dels indígenes als seus llocs d'origen.
Actualment, l'atenció que han rebut els lacandons quant a serveis públics i infraestructura ha estat escassa. La majoria de les localitats només es comuniquen per camins de terrasses. Tant l'educació com la salut estan en mans del govern federal, encara que la seva presència és bastant limitada.

## Medicina
La malaltia es considera com un càstig per part dels déus per a aquells individus que transgredeixen les normes socials o religioses. Així, qui no demana permís als amos de la muntanya per cremar-ho, qui no diposita les ofrenes corresponents o qui dubta de l'existència dels déus rep com a càstig una malaltia. El primer pas per a la curació del mal és precisament detectar de què es tracta per posteriorment procedir a aplicar el remei corresponent. En general, qualsevol home casat és responsable d'interaccionar ritualment amb els déus en favor de la seva família, encara que a vegades cal algun home més experimentat en tècniques endevinatòries que permetin desxifrar l'origen del patiment.

## Cosmogonia i religió
El seu sistema religiós es basa en els cicles de la naturalesa. Els lacandons consideren que en els temps mítics, els déus suprems van habitar la terra i que els seus estatges eren els grans centres arqueològics assentats a la regió, com són Palenque, Yaxchilán i probablement Piedras Negras. Dins del context mític, es diu que després de crear l'inframon els déus van pujar al cel, llevat d'algunes deïtats intermèdies i de totes les menors que tenen els seus estatges en coves, monticles, llacs i ruïnes menors, situades també en la selva. Igual que la resta de les cultures maies, els lacandons practiquen el culte a les divinitats solars i pigues, i a partir d'aquestes s'estableix un ordenament jeràrquic que descendeix fins als déus secundaris. Tenen a més una concepció cíclica del temps; és a dir, la creença en eres successives. Tant els déus principals com les divinitats i éssers menors es defineixen com propiciadors i sustentadors de l'ordre còsmic. Cada divinitat manté un caràcter dicotòmic que imposa als homes una intensa interacció ritual.
Les mateixes pràctiques endevinatòries que els permeten conèixer l'origen de les diferents malalties, els profetitzen esdeveniments, que en cas de ser funests, poden ser contrarestats per mitjà del ritual. Una vegada obtinguda la resposta propiciatòria de la deïtat agreujada es procedeix a brindar-li ofrenes en l'encenser que li correspongui per apaivagar el seu enuig. Els rituals de curació es duen a terme en el temple.
Entre els ritus col·lectius propiciatoris es troba l'oferiment de les primícies agrícoles que es duen a terme entre agost i setembre i el de renovació d'encensers que s'efectua aproximadament cada sis anys. Un altre exemple de cerimònies col·lectives són les que es realitzen quan ocorre algun desastre natural com a inundacions o tempestes que afecten la seguretat de la comunitat i cal apaivagar als déus que van causar el desastre. Entre les cerimònies individuals es troba la coneguda amb els noms de Week bir o Meekchar o Mec Chahal amb la qual s'inicia la integració de l'individu a la vida comunitària en funció dels papers que ha d'exercir dins d'ella d'acord amb el seu sexe. Els rituals curatius poden considerar-se com de caràcter exorcizant i expiatori. Dins de l'espai sagrat o ritual, els déus es materialitzen a través d'encensers de fang. Tots els actes rituals es fonamenten en el mateix patró: oferir copal, menjar i beguda cerimonial.
A partir dels anys 1950 van començar a penetrar missioners protestants nord-americans en les comunitats lacandons. Els primers a arribar van ser els presbiterians els qui van aconseguir convertir a alguns habitants de Nahá i a gairebé tots els del sud. En la dècada dels setanta va tocar a Metzaboc ser blanc de la predicació del culte adventista; aquí també van aconseguir el seu objectiu amb una bona quantitat dels seus habitants. Gairebé tots els lacandons convertits han emigrat a Lacanha Chan Sayab. La influència del protestantisme ha originat la desaparició de moltes pràctiques rituals entre els conversos, encara que algunes d'elles només s'han modificat, ja que els lacandons han adaptat el discurs protestant a la seva pròpia cosmogonia.

## Organització social
El patró d'assentament tradicional entre els lacandons es caracteritza per nuclis de parents que oscil·len entre sis i 15 individus agrupats entorn d'un cap de família que generalment és l'home de més edat i qui exerceix com a guia espiritual. En dècades anteriors era comuna la pràctica de la poligàmia i un home podia arribar a tenir de dos a cinc dones. Això era vist en la comunitat com a símbol d'estatus o prestigi social. No obstant això, en l'actualitat ha anat desapareixent a causa de la introducció de cultes protestants que indueix als lacandons a formalitzar matrimoni amb una sola dona.
A partir d'haver-se convertit en propietaris legals d'una considerable extensió de territori selvàtic, aquest grup s'ha vist en la necessitat de tenir representants formals davant instàncies governamentals. Per a això es tria per consens intercomunitari una comissió integrada per representants de les tres comunitats.

### Habitatge
Les llars lacandons se situen regularment en llocs propers a rius, rierols o llacunes; això els permet a més de la pesca, el proveïment d'aigua para totes les necessitats de la població (cuinar, banyar-se, rentar). Igual que en moltes poblacions indígenes del país, l'habitatge lacandon tradicional consisteix en una cambra utilitzada com a dormitori i un altre com a cuina. Pot ser de forma circular o rectangular i el material és bàsicament les fulles i fibres de palmell, encara que en l'actualitat això tendeix a modificar-se i avui dia moltes cases estan construïdes amb fusta i làmines.
També és comú un corral o petit refugi per als animals domèstics annex a la casa. Part complementària de la llar lacandon és l'imprescindible fogó que, a més de ser utilitzat per preparar els aliments, és aprofitat per mantenir la calor en les nits fredes, i el fum per mantenir allunyats als insectes o per fumar la carn.

## Relacions amb altres pobles
Els lacandons interaccionen amb ch'ols i tzeltals, qui van arribar a assentar-se en la selva recentment. La relació entre ells ha estat conflictiva a causa que, originalment, la dotació de terres només va ser pels lacandons; en arribar els altres grups a aquesta zona van reclamar el dret sobre aquestes mateixes terres.